# Remote Device Management
Remote Device Management (RDM) is een protocolverbetering/toevoeging van DMX512-A die zorgt voor terugkoppeling van de dimmers en andere apparatuur aan de lichttafel of een ander apparaat.
Het protocol werd in 2006 afgemaakt en gestandaardiseerd als "ANSI/ESTA E1.20-2006, Entertainment Technology -- Remote Device Management" door de ESTA.

## Werking
Het protocol werkt op een vraag/antwoord basis, waarbij de lichttafel of RDM-controller een verzoek aan een specifiek apparaat of alle verbonden apparaten stuurt en ze de gelegenheid geeft te antwoorden.
Alleen in "ontdekking"-fase wordt er met alle of meerdere apparaten tegelijk gesproken, aangezien er te allen tijde maar 1 apparaat tegelijk kan uitzenden. In de ontdekking-fase wordt zolang het antwoord niet te begrijpen is doordat er meerdere apparaten tegelijk uitzenden steeds een kleiner adres-gebied geadresseerd totdat er slechts een apparaat antwoordt waarna het volgende apparaat in de overgebleven gebieden wordt gezocht totdat alle apparaten die RDM ondersteunen zijn gevonden.  

## Toepassing
Allerhande licht- en effectenapparatuur kan door RDM op afstand worden geconfigureerd en fouten rapporteren.

## Compatibiliteit
RDM is zo geïmplementeerd dat achterwaartse compatibiliteit bestaat met oudere DMX512 apparatuur (die voldoen aan de 1990 standaard). Dit is gedaan door hetzelfde data-paar te gebruiken als het reguliere DMX512 signaal en een andere startcode te gebruiken voor RDM-pakketten zodat ze door oudere DMX512 apparaten die RDM niet ondersteunen worden genegeerd.
Doordat RDM het voorheen unidirectionele DMX512 verandert in een bidirectioneel protocol kunnen oudere signaalverdelers en versterkers die niet zijn uitgerust met ontvangers op hun uitgangen niet worden gebruikt als men RDM functionaliteit wil benutten (tenzij de RDM apparaten niet 'achter' deze verdelers zitten).  